# Gaetano Strigelli
Gaetano Strigelli (1801 – 1862) è stato un patriota italiano.

## Biografia
Nobile, nel marzo 1848 venne chiamato a far parte del Governo provvisorio di Milano entrando poi il 2 agosto 1848 nella Consulta Straordinaria costituita a Milano in vista della difesa della Città dall'attacco delle truppe austriache
.

## Influenze culturali
A Gaetano Strigelli è intitolata una via a Milano.